# Ulmus macrocarpa
Ulmus macrocarpa — вид квіткових рослин з родини в'язових (Ulmaceae). Поширення: Північний і Східний Китай, Сибір, Корея, Монголія.

## Біоморфологічна характеристика
Це кущ або дерево заввишки до 20 метрів, в діаметрі до 40 см, листопадне. Кора від сірої до чорнувато-сірої, поздовжньо тріщинувата. Гілочки від рудувато-коричневих до червоно-коричневих, іноді з корковими крильцями, голі або рідко запушені в молодому віці, з розкиданими сочевичками. Ніжка листка 2–14 мм, запушена. Листкова пластинка широко оберненояйцеподібна, оберненояйцеподібно-округла, оберненояйцеподібно-ромбічна або оберненояйцеподібна, 4–11 × 3.5–6 см, шкіряста, край тупо- подвійно- або просто пилчастий; вторинні жилки 6–16 з кожного боку середньої жилки. Суцвіття зібрані в пучки на гілочках другого року або розкидані біля основи нових гілочок. Оцвітина дзвоникоподібна, 5-лопатева, запушена або не запушена, край війчастий. Крилатки від рудувато-коричневих до світло-коричневих, рідко злегка оранжево-коричневі, широко оберненояйцеподібно-округлі, ± округлі або широко еліптичні, 1.5–4.7 × 1–3.9 см; оцвітина стійка. Насіння в центрі крилатки. Період цвітіння: березень — травень; період плодіння: квітень — червень.

## Середовище
Населяє змішані ліси, схили, долини; зростає на висотах 700–1800 метрів.